# Delta del Burí
Delta del Burí (δ Caeli) és una estrella en la constel·lació del Burí de magnitud aparent +5,05.
És la quarta estrella més brillant en la seua constel·lació després de α Caeli, γ¹ Caeli i β Caeli.
Delta Caeli és una estrella blanc-blavosa de tipus espectral B2IV-V, pel que no se sap amb certesa si és una subgegant o si encara no ha abandonat la seqüència principal.
Amb una elevada temperatura efectiva d'aproximadament 21.150 K, té una lluminositat 2578 vegades major que la del Sol.
El seu ràdio és 3,9 vegades més gran que el ràdio solar
i la seua massa és aproximadament 7,7 vegades més gran que la massa solar, tot just un poc per sota del límit a partir del qual les estrelles acaben la seua vida fent explotar tal com supernoves.